# Kościół św. Jana Chrzciciela w Janowie Podlaskim

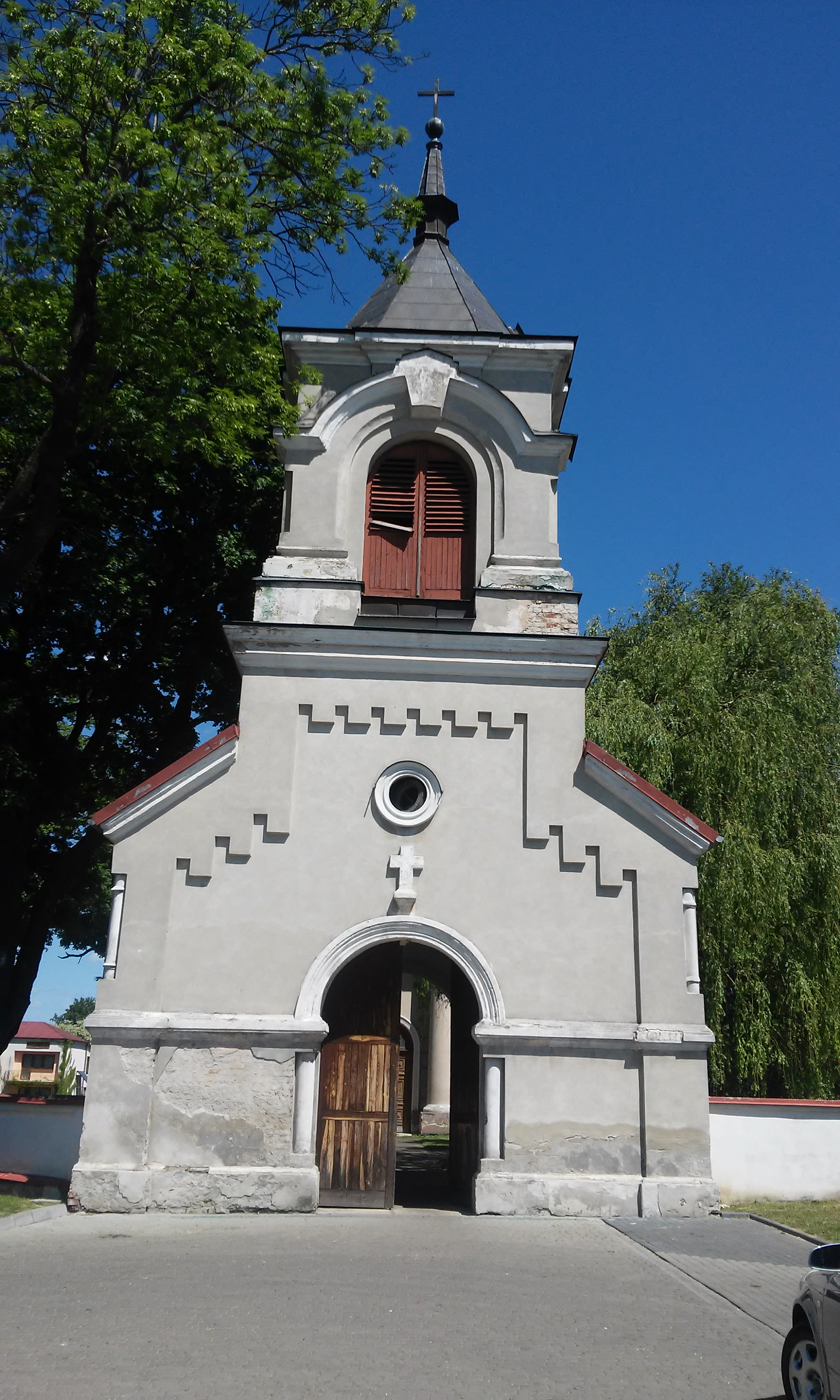
Dzwonnica

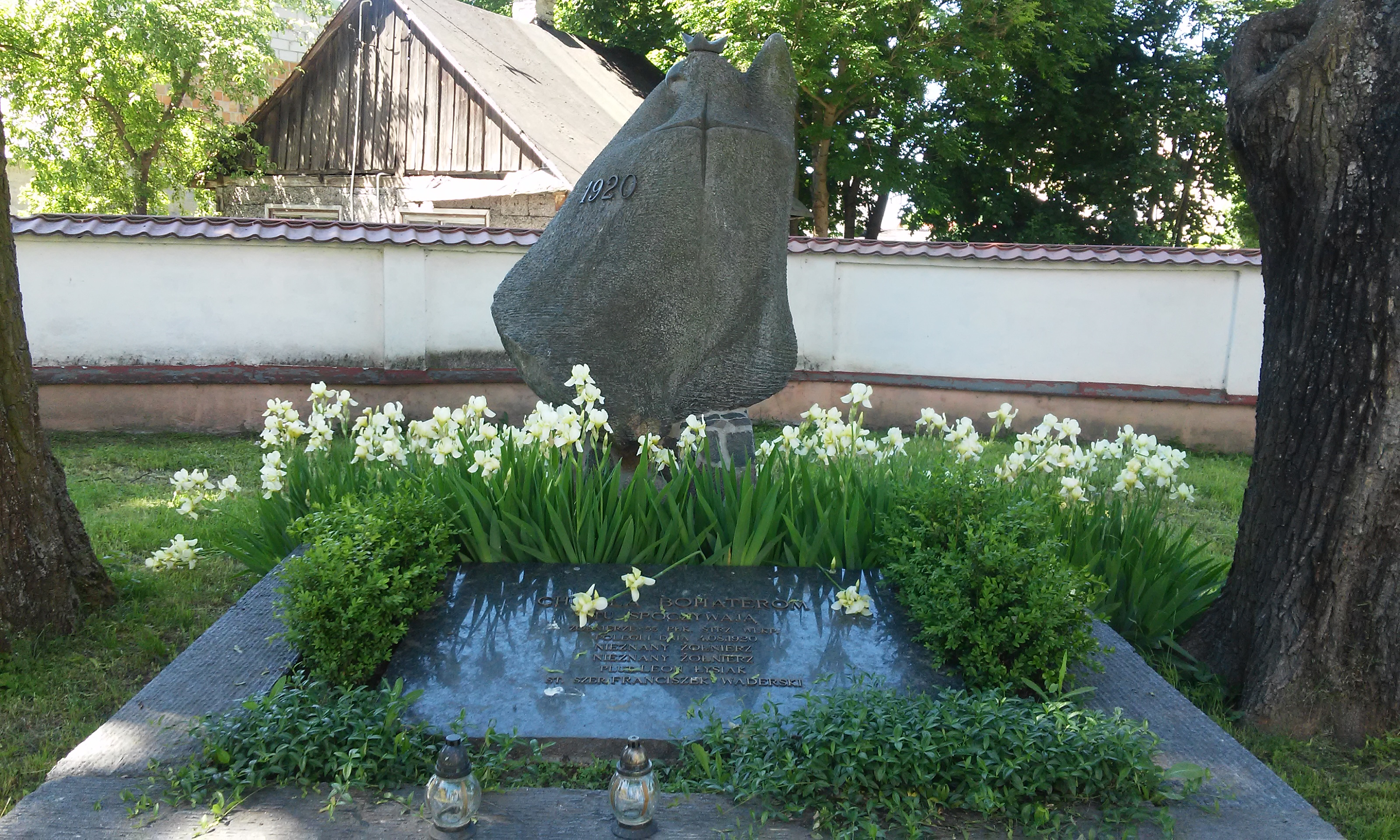
Grób żołnierzy polskich z 1920

Kościół św. Jana Chrzciciela – nieczynny kościół rzymskokatolicki w Janowie Podlaskim, pierwotnie należący do dominikanów. W latach 1867–1874 była to cerkiew unicka, zaś od 1875 do 1915 – prawosławna.

## Historia

### Kościół do 1867
Pierwszy kościół na miejscu obecnie istniejącej świątyni został ufundowany około 1465 przez biskupa Jana Łosowicza. Na początku XVII w. obiekt ten przejęli, krótko po przybyciu do Janowa Podlaskiego, dominikanie. W 1667 świątynia uległa całkowitemu zniszczeniu w pożarze. Nowy kościół został wzniesiony w latach 1790–1801; według innej wersji dokonano wówczas jedynie odbudowy i rozbudowy zniszczonego wcześniej obiektu sakralnego. W 1841 i 1853 budynek był remontowany i ponownie powiększany, a do wnętrza wstawiono dwa ołtarze boczne. Teren otaczający kościół służył jako cmentarz.

### Cerkiew
W 1867 władze rosyjskie nakazały przekazanie kościoła unitom i jego adaptację na potrzeby obrządku wschodniego. Janowska parafia unicka korzystała do tej pory z drewnianej cerkwi wzniesionej w 1793 na miejscu starszej świątyni zbudowanej w 1500 jako prawosławna. Wskutek likwidacji unickiej diecezji chełmskiej cerkiew unicka w Janowie została przemianowana na prawosławną. Po tym wydarzeniu częściowo przebudowano obiekt w stylu bizantyjsko-rosyjskim, a przed wejściem na teren świątyni wzniesiono bramę-dzwonnicę. Cerkiew prawosławna istniała w dawnym kościele do 1915, gdy po wyjeździe Rosjan z Janowa Podlaskiego i wkroczeniu do miasta wojsk niemieckich w budynku urządzono szpital polowy, a następnie magazyn zboża.

### Kościół po 1918
W 1918 obiekt został zrewindykowany na rzecz Kościoła rzymskokatolickiego. Po wojnie polsko-bolszewickiej w sąsiedztwie kościoła, na terenie nieistniejącego już cmentarza, pochowano polskich żołnierzy poległych pod Cieleśnicą. W okresie międzywojennym w kościele odbywały się, obok łacińskich, także nabożeństwa neounickie.
W latach 2000 i 2005 obiekt był remontowany. Obecnie pozostaje nieczynny, ze statusem kaplicy dojazdowej parafii Trójcy Świętej w Janowie Podlaskim.

## Architektura
Kościół wzniesiony został na planie prostokąta z cegły w stylu klasycystycznym. Jest orientowany i częściowo podpiwniczony, z kryptami. Okna świątyni zamknięte są półkoliście; te w prezbiterium są mniejsze od tych w nawie. Fasadę obiektu zdobi dwukolumnowy portyk toskański oraz trójlistny szczyt. Dach kościoła jest dwuspadowy. Brama-dzwonnica, zbudowana w czasie przebudowy obiektu na prawosławną cerkiew, jest również ceglana i otynkowana, z dolną kondygnacją na planie prostokąta i górną kwadratową. Na fasadzie dzwonnicy widoczna jest płycina z fryzem kostkowym. Całość wieńczy dach hełmowy z krzyżem.